# Fontvieille (Frankrijk)
Fontvieille is een gemeente in het Franse departement Bouches-du-Rhône in de regio Provence-Alpes-Côte d'Azur en maakt deel uit van het arrondissement Arles. De gemeente telde 3.555 inwoners op 1 januari 2022.

## Bezienswaardigheden
Fontvieille ("oude bron") is bekend van de Zuid-Franse schrijver Alphonse Daudet, van wie in het centrum een borstbeeld staat en wiens naam diverse winkelgevels siert. Hij was bevriend met de Zuid-Franse schrijver Frédéric Mistral. Zij waren oprichters en leden van het letterkundig genootschap Félibrige, dat het Occitaans, de oude Zuid-Franse taal, nieuw leven wilde inblazen. De Moulin Alphonse Daudet bevindt zich op een kleine kilometer ten zuidoosten van het centrum en herbergt een klein museum over de schrijver.
Een andere bezienswaardigheid ten zuiden van de plaats is het aquaduct en molens van Barbegal.

## Geografie
De oppervlakte van Fontvieille bedraagt 40,18 vierkante kilometer; Op 1 januari 2022 was de bevolkingsdichtheid 88,5 inwoners per km².
Het dorp ligt op de grens van het heuvelland van de Alpilles en het vlakke land langs de Rhône. 
De onderstaande kaart toont de ligging van Fontvieille met de belangrijkste infrastructuur en aangrenzende gemeenten.

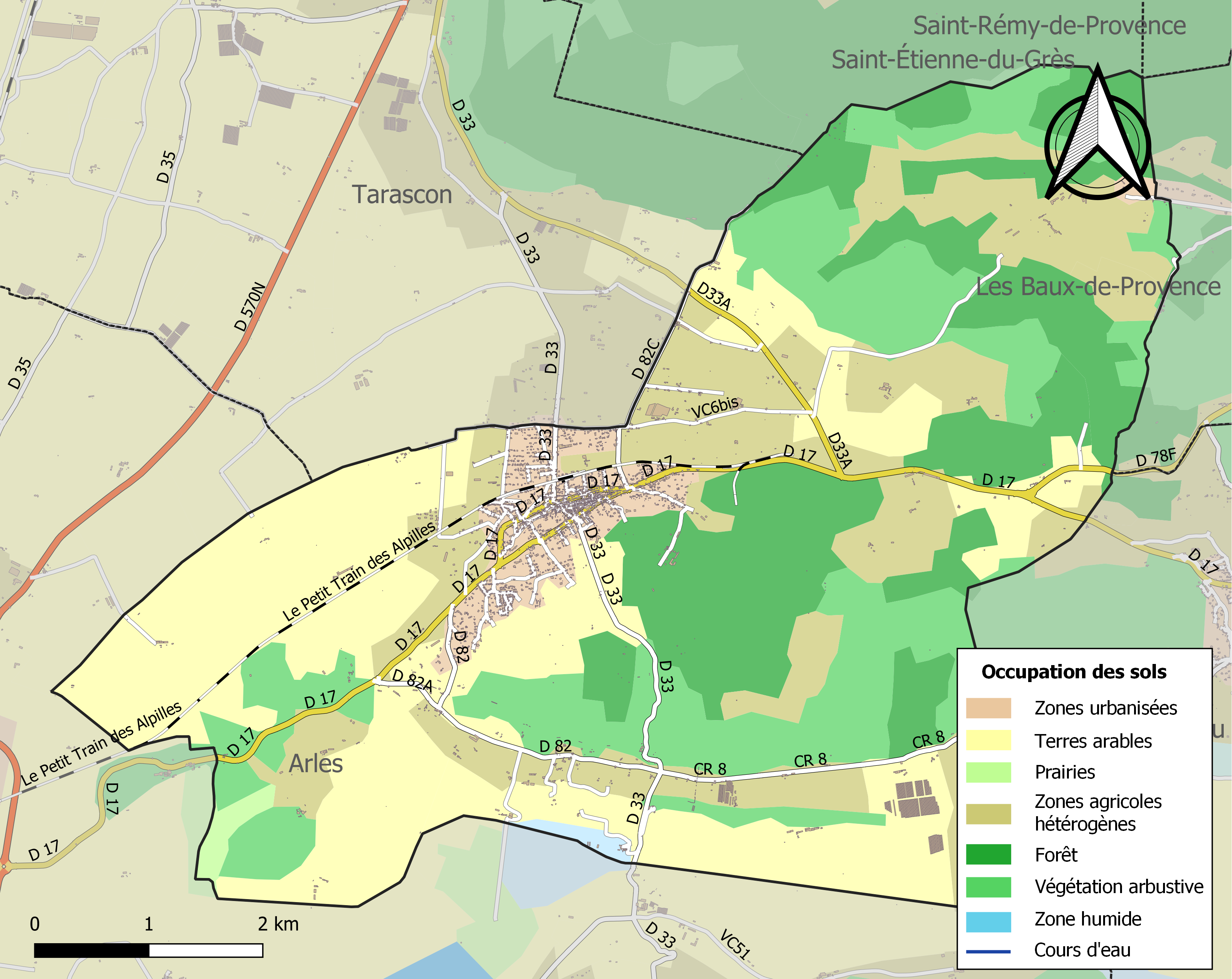

## Demografie
Onderstaande figuur toont het verloop van het inwonertal.
Vanwege een beveiligingsprobleem met de MediaWiki Graph-software is het momenteel niet mogelijk deze grafiek weer te geven. Zodra de software is bijgewerkt zal de grafiek vanzelf weer zichtbaar worden.

## Alphonse Daudet
Alphonse Daudet heeft enkele malen bij zijn familie op Chateau Montauban in het dorp gelogeerd. Daarom heeft Fontvieille een standbeeld van Daudet en zijn er diverse winkels naar hem genoemd. Hoewel in Fontvieille diverse molens stonden, heeft hij ondanks zijn Les lettres de mon moulin ("De brieven van mijn molen") nooit in een door hem begeerde molen gewoond.